# Ataliva Roca
Ataliva Roca är en ort i Argentina.   Den ligger i provinsen La Pampa, i den centrala delen av landet, 600 kilometer väster om huvudstaden Buenos Aires. Ataliva Roca ligger 209 meter över havet och antalet invånare är 930.
Terrängen runt Ataliva Roca är platt. Trakten runt Ataliva Roca är nära nog obefolkad, med mindre än två invånare per kvadratkilometer..
Omgivningarna runt Ataliva Roca är i huvudsak ett öppet busklandskap.